# Ron Davies (cantautore)
Ronny Wayne Davies, detto Ron (Shreveport, 15 gennaio 1946 – Nashville, 30 ottobre 2003), è stato un cantautore statunitense; era figlio del cantante country Tex Dickerson e fratello della più famosa cantautrice Gail Davies.

## Biografia
Il padre contribuì alla sua passione per la musica portandolo e vedere concerti di grandi artisti country quali Hank Williams, Webb Pierce e Red Foley. Iniziò a comporre a 11 anni, subito dopo aver imbracciato la sua prima chitarra. Ron prese il nome Davies dopo che la madre si risposò con Darby Davies. Si mise in luce a soli 17 anni quando scrisse tutti i testi per l'album Tall Cool One degli Wailers, una rock band statunitense di Tacoma. Uno dei suoi brani più famosi è It Ain't Easy, che fu interpretata anche da Three Dog Night come title track del loro album di esordio del 1970, Long John Baldry come title track del suo album del 1971, David Bowie nell'album The Rise and Fall of Ziggy Stardust and the Spiders from Mars, Dave Edmunds e Shelby Lynne. Altri brani famosi furono Long, Hard Climb, portata al successo da Helen Reddy e Maria Muldaur, The Man I Used to Be, scritta per Jerry Jeff Walker, e Waitin’ on a Dark-Eyed Girl per la Nitty Gritty Dirt Band.
Il successo ottenuto con gli Wailers gli fruttò un contratto con la A&M Records, con la quale pubblicò nel 1970 l'album di esordio Silent Song Through the Land e l'album del 1973 U. F. O. Nel 1978 uscì il suo terzo album I Don't Believe It per l'etichetta First American. Negli anni ottanta si trasferì a Nashville, dove continuò a comporre prima per la Cedarwood Publishing e poi per la Warner/Chappell. Nel 1999 interpretò il ruolo del protagonista nel video musicale Cold Hard Truth del cantautore country George Jones.
Davies morì di infarto nella sua casa di Nashville il 30 ottobre 2003, poco dopo aver pubblicato l'album Where Does the Time Go. Nel 2010 fu pubblicato Gold & Silver, una raccolta di canzoni inedite di Davies. Nel 2013 fu ricordato con l'album Unsung Hero: A Tribute To The Music Of Ron Davies, prodotto e arrangiato dalla sorella Gail, a cui parteciparono diversi musicisti famosi tra cui John Prine, Dolly Parton, Vince Gill, Alison Krauss e Benny Golson.

## Discografia
- 1970: Silent Song Through The Land - A&M Records
- 1973: U. F. O. - A&M Records
- 1978: I Don't Believe It - First American
- 2003: Where Does the Time Go

### Compilation
- 2010: Gold & Silver